# Bryocodia cryptogramma
Bryocodia cryptogramma là một loài bướm đêm trong họ Noctuidae.